# Административна реформа Јустинијана I
Административна реформа Јустинијана I јесте низ догађаја спроведених током владавине византијског цара Јустинијана I (вл. 527—565) с циљем унификације и повећања ефикасности државне управе Византије. Као резултат реформи, гувернери провинција добили су могућност да самостално доносе основне управљачке одлуке, не тражећи санкцију цара и његовог двора. Главне промјене извршене су под руководством и уз непосредно учешће самог Јустинијана и префекта Истока Јована Кападокијског од 535. до 538. године. На општинском нивоу, Јустинијанов главни задатак био је да се пријечи одлив куријала, који су више преферирали државну службу или црквену каријеру него тешкоће и одговорности градова у развоју.
Структура државне власти у Византији у моменту доласка Јустинијана на власт практично се није разликовала од оне која је постојала у другој половини 4. вијека под царем Валентинијаном I (вл. 364—375). Њен главни задатак био је да прибави и расподјели ресурсе, потребне за функционисање царства. Учешће у дјелатностима државног апарата узимали су не само чиниоци чије су дужности биле дио званичне јерархије, него и приватна лица која није плаћала држава, којима је повјерено управљање градовима, управљање царским посједима или наплата пореза од њих, организација набавке добара за армију или јавне радове.
Истраживачи постављају административне реформе Јустинијана у широк концептуални контекст, укључујући његову идеју о светом карактеру царске власти и идеју о потреби да Римско царство врати своје бивше границе кроз освајачке ратове. За финансирање ратова и великих грађевинарских дјелатности била су потребна значајна средства. У том погледу, систем који је изградио Јустинијан обезбједио је високу ефикасност. Многи историчари примјећују различите системске проблеме током владавине Јустинијана, од којих су главни били корупција и деградација мјесне самоуправе. Упркос значајним напорима, реформе Јустинијана нису успјеле да преокрену преовлађујуће тенденције. Јустинијанов систем управе и наплате пореза остао је непромјењен све до раног 7. вијека, када су драматични територијални губици и одговарајући пад прихода захтијевали даље реформе.